# Sinagoga de Lille
La sinagoga de Lille es una sinagoga consistorial de rito askenazí, situada en el n.º 5 de la rue Auguste Angelier en Lille. Fue la primera sinagoga construida en Nord, por la importante inmigración de judíos alsacianos y venidos de Europa central a lo largo de la segunda mitad del siglo XIX .
 Estación del metro de Lille:République Beaux-Arts.

## Historia
Construida por el arquitecto de Lille Théophile-Albert Hannotin, la sinagoga fue inaugurada en 1891. Se inscribe dentro del nuevo barrio surgido a lo largo de la segunda mitad del siglo XIX  , el llamado barrio latino de Lille (en francés: quartier latin) , formado por la iglesia Saint-Michel, la Universidad y el Templo protestante, situado todo junto.
Utilizado por los alemanes como almacén de materiales, la sinagoga de Lille es una de las pocas de Francia que conservaron su mobiliario durante la Segunda Guerra Mundial .

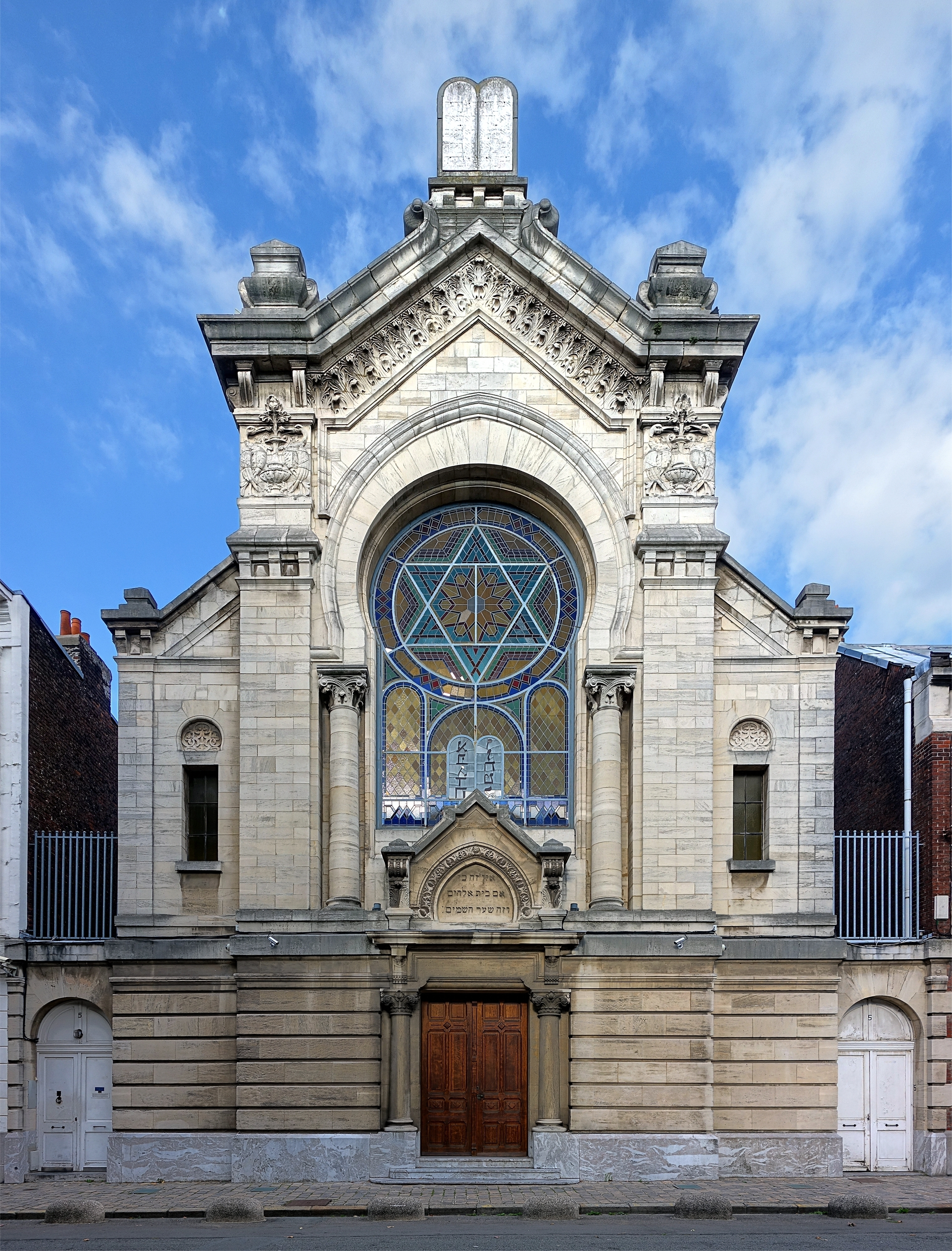
Vista del rosetón central en la fachade de la Sinagoga.

## Descripción
De estilo ecléctico romano-bizantino, la sinagoga de Lille presenta una nave de 17 metros de longitud y 7,6 metros de largo.
Está adornada con un texto del génesis bíblico: « Aquí está la casa del Señor, y aquí está la puerta del cielo » (אֵין זֶה, כִּי אִם-בֵּית אֱלֹהִים, וְזֶה, שַׁעַר הַשָּׁמָיִם).